# نادي المشخاب
نادي المشخاب الرياضي هو فريق كرة قدم عراقي مقره في المشخاب، النجف، يلعب في دوري الدرجة الثانية العراقي.

## المشاركات
- كأس العراق 2002–03
- الدوري العراقي الممتاز 2004–05.[4]

## التاريخ
لعب فريق المشخاب في دوري الدرجة الأولى العراقي في موسم 2004-05، لكنه أقصي من دور المجموعات بعد أن جمع 12 نقطة، من 3 انتصارات و 3 تعادلات و 6 خسائر.

## روابط خارجية
- نادي المشخاب على Goalzz.com
- أندية العراق - تواريخ التأسيس